# Yeo Sung-hae
Yeo Sung-hae (kor. 여성해; * 6. August 1987) ist ein südkoreanischer Fußballspieler.

## Karriere
Yeo erlernte das Fußballspielen in der Universitätsmannschaft der Hanyang-Universität in Südkorea. Seinen ersten Vertrag unterschrieb er 2010 bei Sagan Tosu. Der japanische Verein aus Tosu spielte in der zweiten Liga, der J2 League. Nachdem er mit dem Club 2012 Vizemeister wurde stieg man in die erste Liga, die J1 League, auf. Mitte 2014 ging er wieder in seine Heimat und schloss sich dem Gyeongnam FC an. Der Club aus Changwon spielte in der K League Classic, der ersten Liga des Landes. Nach Ende der Saison 2014 musste man als Tabellenelfter den Weg in die Zweitklassigkeit antreten. Von Dezember 2014 bis September 2016 wurde er an den Sangju Sangmu FC aus Sangju ausgeliehen.  Sangju Sangmu FC ist eine sportliche Abteilung des südkoreanischen Militärs. Daher besteht der Kader des Franchises aus jungen professionellen Fußballspielern, welche gerade ihren Militärdienst ableisten. Jedes Jahr kommen ca. 15 neue Spieler zum Franchise und bleiben dort zwei Jahre, bevor sie zurück zu ihren früheren Franchises gehen. Aufgrund des militärischen Status des Franchises ist es ihm nicht erlaubt, ausländische Spieler zu verpflichten. Mit dem Club feierte er 2015 die Zweitligameisterschaft. 2017 wechselte er wieder nach Japan. Hier schloss er sich dem Zweitligisten Matsumoto Yamaga FC aus Matsumoto an. Zum Ligakonkurrenten Thespakusatsu Gunma nach Maebashi ging er Mitte 2017. Nach Vertragsende nahm ihn 2018 sein ehemaliger Verein Gyeongnam FC zwei Jahre unter Vertrag. 2019 wurde er an den Erstligisten Incheon United aus Incheon ausgeliehen. Für 2020 unterschrieb er einen Vertrag beim thailändischen Erstligisten Ratchaburi Mitr Phol in Ratchaburi. Bis Ende 2020 absolvierte er 12 Erstligaspiele für Ratchaburi. Anfang 2021 wechselte er zum Ligakonkurrenten Sukhothai FC nach Sukhothai. Hier stand er bis Mitte des Jahres unter Vertrag. Nach neun Ligaspielen wechselte er für den Rest des Jahres in seine Heimat, wo er einen Vertrag beim Erstligisten Seongnam FC unterschrieb.
Seit dem 1. Dezember 2021 ist er vertrags- und vereinslos.

## Erfolge
Sagan Tosu
- J2 League

Vizemeister: 2012  ▲
Sangju Sangmu FC
- K League 2

Meister: 2015
Gyeongnam FC
- K League 1

Vizemeister: 2018